# Аствацатрян, Вилен Арменович
Вилен Арменович Аствацатрян (арм. Վիլեն Արմենի Աստվածատրյան; 1933—2006) — советский учёный и педагог, педиатр, доктор медицинских наук, профессор, член-корреспондент АМН СССР (1986), действительный член АМН Республики Армения (1997). Лауреат Государственной премии Армянской ССР (1976). Заслуженный деятель науки Армянской ССР (1981). Ректор Ереванского государственного медицинского университета (1975—1987).

## Биография
Родился 19 мая 1933 года в Ереване. 
С 1951 по 1956 год обучался на лечебном факультете Ереванского государственного медицинского института. С 1956 по 1958 год на клинической работе в Ереванской детской клинической больнице в качестве врача-педиатра. с 1958 по 1961 год обучался в аспирантуре 2-го ММИ.
С 1961 по 2006 год на педагогической работе в Ереванском государственном медицинском университете в должностях: ассистент, доцент, с 1967 года — профессор, с 1970 по 2006 год — заведующий кафедры педиатрии. С 1973 по 1975 год — проректор по учебной работе, с 1975 по 1987 год — ректор Ереванского государственного медицинского университета. Одновременно с 1967 по 1971 год являлся деканом Ереванского института усовершенствования врачей.

### Научно-педагогическая деятельность
Основная научно-педагогическая деятельность В. А. Аствацатряна была связана с вопросами в области наследственного заболевания крови (талассемии), педиатрии, заболеваний органов дыхания у детей, особенности клиники и лечения воспалительных заболеваний желчных путей у детей и применение векторкардиофического исследования больных ревматизмом и здоровых детей. В. А. Аствацатрян являлся членом Президиума Всесоюзного общества детских врачей. С 1976 года он являлся — руководителем Армянского научного общества и ассоциации детских врачей. С 1978 по 1987 и с 2002 по 2006 год он являлся — председателем Специализированных советов по защите кандидатских и докторских диссертаций по специальности педиатрия в Ереванском государственном медицинском университете. Являлся членом редакционных советов таких научно-медицинских журналов как:  «Педиатрия», «Медицинская наука Армении» и «Экспериментальная и клиническая медицина».
В 1961 году защитил кандидатскую диссертацию по теме: «О проблеме ревматизма у детей», в 1967 году защитил диссертацию на соискание учёной степени доктор медицинских наук по теме: «О проблеме патологии желчных путей у детей», в 1970 году ему была присвоена учёная степень профессора. В 1986 году он был избран член-корреспондентом АМН СССР, а в 1997 году — действительным членом АМН Республики Армения. Под руководством В. А. Аствацатряна было написано около двести шестидесяти научных работ, в том числе семи монографий, он подготовил тридцать докторских и кандидатских диссертаций.
Скончался 5 февраля 2006 года в Ереване.

## Награды, звания и премии
- Орден Дружбы народов (1985)
- Заслуженный деятель науки Армянской ССР (1981)
- Лауреат Государственной премии Армянской ССР (1976)